# Poienile cu narcise de la Tecșești
Poienile cu narcise de la Tecșești este o arie protejată de interes național ce corespunde categoriei a IV-a IUCN (rezervație naturală, tip botanic) situată în partea centrală a Munților Trascău (950 m), în județul Alba, comuna Întregalde, pe teritoriul satului Tecșești.
Rezervația naturală are o suprafață de 2 ha, și conservă o specie de narcisă (Narcissus stellaris), ocrotită prin lege (cu efect peisagistic), numită de localnici rușculiță.

## Căi de acces
Accesul în  zonă se poate face din DN1 Alba Iulia - Aiud care se desprinde între Alba Iulia și Teiuș, intrând pe drumul județean  DJ104 K, ce însoțește Valea Gâlzii până în satul Poiana Galdei. De aici se merge pe un drum forestier, paralel cu Valea Cetii (care a preluat traseul unui vechi drum de țară) până la sud-vest de satul Tecșești, iar apoi până la rezervație se urcă pe potecă de picior, pe versantul drept al Văii Cetii.